# Baranowicze Centralne
Baranowicze Centralne (biał. Баранавічы-Цэнтральныя) – stacja kolejowa w Baranowiczach, na paneuropejskim korytarzu transportowym Berlin–Niżny Nowogród.

## Historia
Stacja powstała w XIX w. na drodze żelaznej moskiewsko-brzeskiej pomiędzy stacjami Pogorzelce i Leśna. Początkowo nosiła nazwę Baranowicze.